# Hrvatski branik (Vinkovci)
Hrvatski branik je bio hrvatski tjednik iz Vinkovaca. Izlazio je subotom. 

## Povijest
Prvi je broj izašao 16. studenoga 1935. Predstavljao se kao nezavisni tjedni informativni list. Nastavak je Vinkovačkog branika, zbog čega je imao dvostruku numeraciju, od čega je druga od početka izlaženja lista. Obje prate dvostruku numeraciju prethodnog naslova, Vinkovačkog branika, pa je 1. broj u drugoj numeraciji br. 10. Tiskan je u Građanskoj tiskari u Vinkovcima. Izdavači su bili Konzorcij za izdavanje Hrvatskog branika, od 1941. Hrvatski ustaški stan Vinkovci te potom od iste godine Hrvatski ustaški logor Vinkovci. Glavni i odgovornici urednici bili su Antun Mihaljević, Josip Landruk, Ante Manojlović, Viktor Magdić, Gjuro Baloković, Dragutin Tepeš, Mato Subotić, Aleksa Budaj, i Ivan Grubiša. U prilogu je od 29. studenoga 1941. do 24. prosinca 1941. izlazio tjednik Ustaške mladeži Rakovica. Zadnji broj izašao je a zadnji 6. lipnja 1942. godine. Cijena je bila jedan dinar odnosno dvije kune.